# Даніеле Ругані
Даніе́ле Руга́ні (італ. Daniele Rugani, нар. 29 липня 1994, Лукка) — італійський футболіст, центральний захисник клубу «Ювентус» та збірної Італії.

## Клубна кар'єра
Народився 29 липня 1994 року в місті Лукка. Даніеле з шести років виховувався в системі «Емполі». Після сезонної оренди, в 2013 році «Ювентус» придбав половину прав на гравця. Однак Даніеле при цьому знову повернувся в свій рідний клуб, за основу якого і дебютував у наступному сезоні. За підсумками того сезону 2013/14 клуб зайняв друге місце у Серії Б і вийшов в Серію А, де молодий захисник дебютував 31 серпня 2014 року в матчі з «Удінезе».
Влітку 2015 року, відповідно до раніше досягнутих домовленостей, він приєднався до «Ювентусу». Дебютував за туринський клуб 30 вересня 2015 року, вийшовши на поле на останні хвилини домашнього матчу групового етапу Ліги чемпіонів проти іспанської «Севільї» (2:0). В тому ж сезоні Даніеле з командою став чемпіоном Італії. Наразі встиг відіграти за «стару сеньйору» 16 матчів в національному чемпіонаті.

## Виступи за збірні
2010 року дебютував у складі юнацької збірної Італії, взяв участь у 33 іграх на юнацькому рівні, відзначившись 3 забитими голами.
2013 року залучався до складу молодіжної збірної Італії, разом з якою був учасником молодіжного Євро-2015, де італійці не змогли вийти з групи. На молодіжному рівні зіграв у 17 офіційних матчах, забив 2 голи.

## Статистика виступів

### Статистика клубних виступів
| Сезон              | Команда            | Чемпіонат          | Чемпіонат | Чемпіонат | Національний кубок | Національний кубок | Національний кубок | Континентальні кубки | Континентальні кубки | Континентальні кубки | Інші змагання | Інші змагання | Інші змагання | Усього | Усього |
| Сезон              | Команда            | Ліга               | Ігор      | Голів     | Ліга               | Ігор               | Голів              | Ліга                 | Ігор                 | Голів                | Ліга          | Ігор          | Голів         | Ігор   | Голів  |
| ------------------ | ------------------ | ------------------ | --------- | --------- | ------------------ | ------------------ | ------------------ | -------------------- | -------------------- | -------------------- | ------------- | ------------- | ------------- | ------ | ------ |
| 2013–14            | «Емполі»           | B                  | 40        | 2         | КІ                 | 2                  | 0                  | -                    | -                    | -                    | -             | -             | -             | 42     | 2      |
| 2014–15            | «Емполі»           | A                  | 38        | 3         | КІ                 | 1                  | 0                  | -                    | -                    | -                    | -             | -             | -             | 39     | 3      |
| Усього за «Емполі» | Усього за «Емполі» | Усього за «Емполі» | 78        | 5         |                    | 3                  | 0                  |                      | -                    | -                    |               | -             | -             | 81     | 5      |
| 2015–16            | «Ювентус»          | A                  | 16        | 0         | КІ                 | 2                  | 0                  | ЛЧ                   | 1                    | 0                    | СІ            | 0             | 0             | 19     | 0      |
| Усього за кар'єру  | Усього за кар'єру  | Усього за кар'єру  | 94        | 5         |                    | 5                  | 0                  |                      | 1                    | 0                    |               | -             | -             | 100    | 5      |

## Досягнення

### Командні
- Чемпіон Італії:

«Ювентус»: 2015-16, 2016-17, 2017-18, 2018-19, 2019-20
- Володар Кубка Італії:

«Ювентус»: 2015-16, 2016-17, 2017-18, 2023-24
- Володар Суперкубка Італії з футболу:

«Ювентус»: 2015, 2018

### Особисті
- Найкращий футболіст року в Серії Б: 2014
- У символічній збірній Серії A: 2014–15